# باتمان (من محلی)
باتمان واحد سنتی اندازه‌گیری مساحت زمین‌های کشاورزی در میان مردم آذربایجان و سایر مناطق ایران است. هرچند در اسناد رسمی از متر مربع برای بیان مساحت زمین‌های کشاورزی استفاده می‌شود ولی همچنان واحد باتمان نیز به عنوان یکای سنتی در برخی مناطق رواج دارد. باتمان در گذشته برای معین کردن اندازه زمین به نسبت مقدار بذری که می‌کاشتند یا مقدار محصولی که برداشت می‌کردند، به کار می‌رفته است.
واحد باتمان برای مقدار زمینی استفاده می‌شده است که ظرفیت پذیرش یک باتمان (واحد جرم) (حدود ۳ الی ۷ کیلوگرم که در مناطق مختلف متفاوت است) بذر و بار آمدن آن را داشته یا به اندازه یک باتمان (واحد جرم) محصول می‌داده است.
مقدار باتمان در مناطق مختلف متفاوت است و در نوشتار از عبارت «من محلی» آن منطقه استفاده می‌شود. برای مثال در شهرستان عجب شیر در روستاهای بخش مرکزی (از جمله: نانسا، گل تپه و…) مقدار من محلی برابر با ۱۸۲/۲۵ متر مربع و در بخش قلعه چای (از جمله: جوانقلعه، ینگجه و…) مقدار من محلی برابر با ۱۲۶/۵۶ متر مربع است.
اینگونه اندازه‌گیری در مناطق دیگری نیز دیده شده است؛ از جمله در منطقة ولگا.

## اجزای باتمان
- یاریم باتمان = نیم من محلی
- چَرَح = یک چهارم من محلی[نیازمند منبع]
- پونزا = یک شانزدهم من محلی
- صد باتمان = یک خالوار